# Dorothy Bernard
Dorothy Bernard, właśc. Nora Dorothy Bernard (ur. 25 lipca 1890 w Port Elizabeth, zm. 15 grudnia 1955 w Hollywood) – amerykańska aktorka czasów kina niemego.

## Filmografia
- 1918: Małe kobietki